# Аланд (Саксонія-Ангальт)
Аланд (нім. Aland) — громада в Німеччині, розташована в землі Саксонія-Ангальт. Входить до складу району Штендаль. Складова частина об'єднаної громади Зеегаузен.
Площа — 92,28 км2. Населення становить 1324 ос. (станом на 31 грудня 2021).

## Галерея

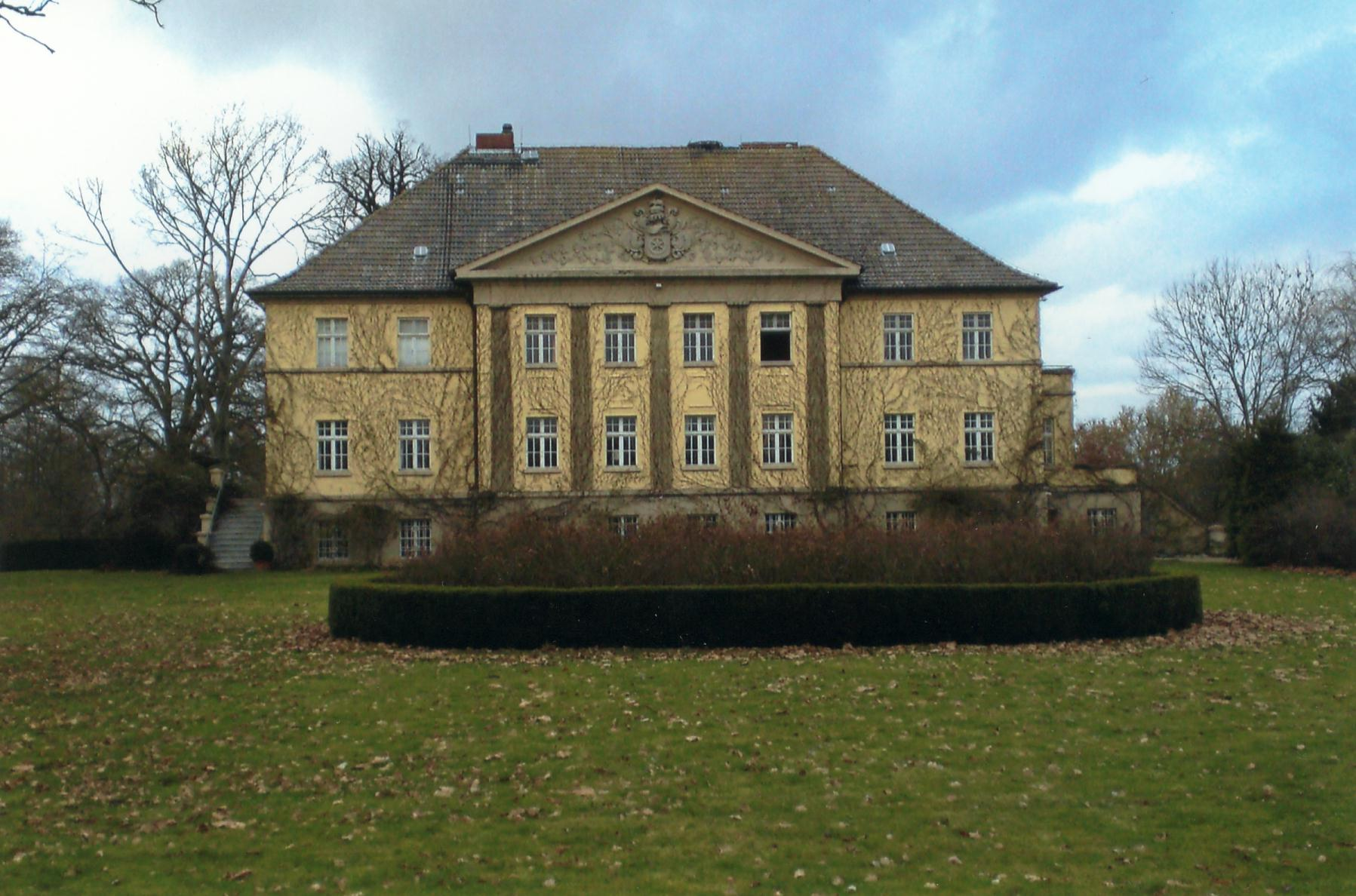